# Konrad Ajewski
Konrad Ajewski (ur. 1952, zm. 23 listopada 2021) – polski historyk, dr hab.

## Życiorys
W 1976 ukończył studia historyczne na Uniwersytecie Warszawskim, 21 marca 1996 obronił pracę doktorską Zbiory artystyczne i galeria muzealna Ordynacji Zamoyskiej w Warszawie, 8 grudnia 2005 habilitował się na podstawie pracy zatytułowanej Zbiory artystyczne Biblioteki i Muzeum Ordynacji Krasińskich w Warszawie.
Został zatrudniony na stanowisku profesora na Wydziale Nauk Politycznych Akademii Humanistycznej im. Aleksandra Gieysztora w Pułtusku, oraz profesora nadzwyczajnego na Wydziale Historycznym Akademii Humanistycznej im. Aleksandra Gieysztora w Pułtusku.

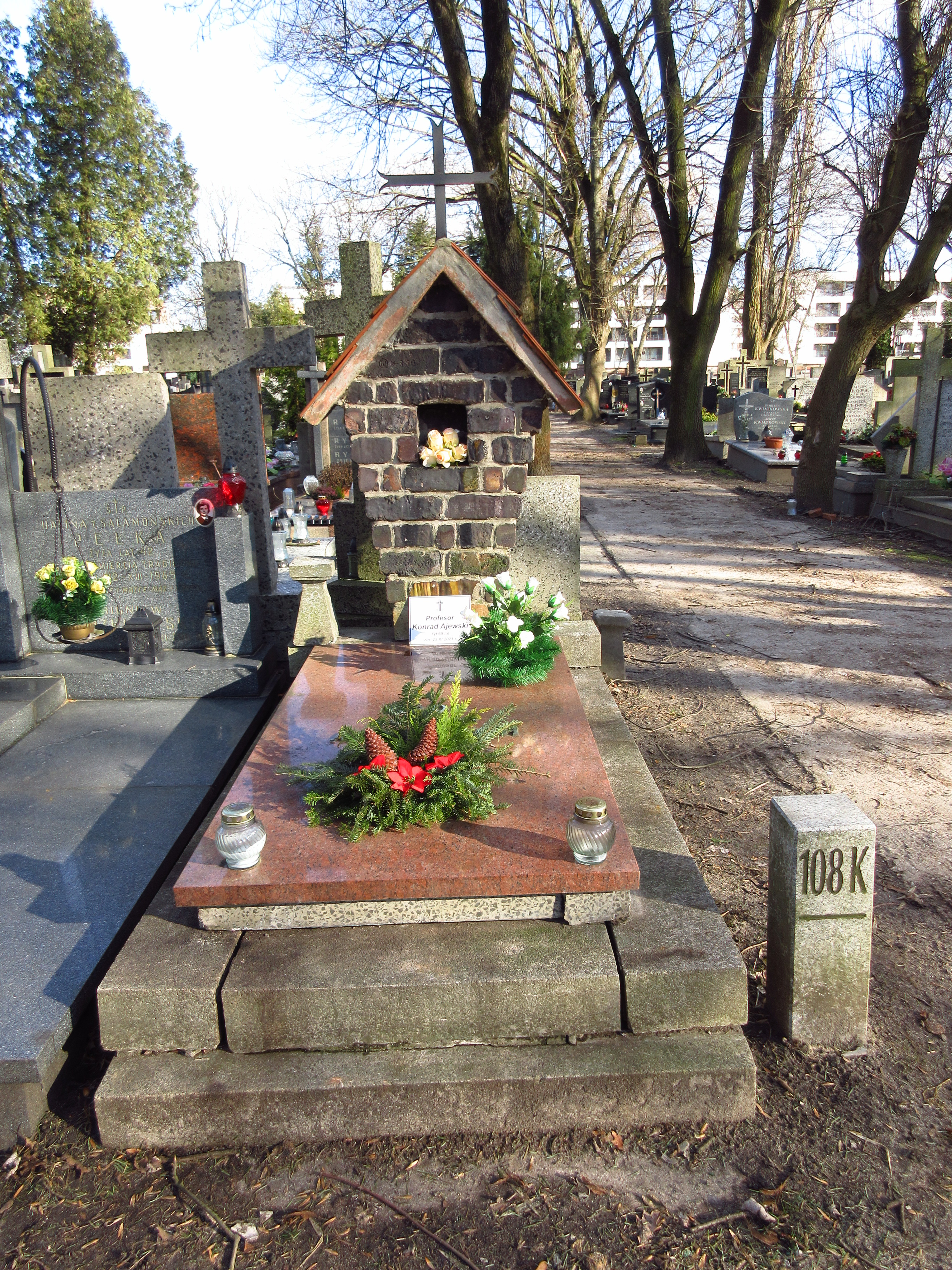
Grób profesora Konrada Ajewskiego na Cmentarzu Bródnowskim.

Zmarł 23 listopada 2021. Pochowany na cmentarzu Bródnowskim w Warszawie (kwatera 108K-6-1). 